# Bunsen, a bestia
A Bunsen, a bestia (eredeti cím: Bunsen Is a Beast) 2017 és 2018 között vetített amerikai számítógépes animációs vígjátéksorozat, melyet Butch Hartmann készített. A zenéjét Guy Moon szerezte. A sorozat rendezői George Elliott, Keith Olivér, producerei Wren Errington, Christine Thompson és Karen Malach. A Billionfold Inc. és a Nickelodeon Animation Stúdió gyártásában készült, forgalmazója a ViacomCBS Domestic Media Networks.
Az Egyesült Államokban 2017. január 16-án mutatta be a Nickelodeon. Magyarországon is a Nickelodeon mutatta be 2017. június 5-én.

## Cselekmény
Bunsen egy szörny, aki a szörnyvilágból az emberekhez (Muckledunkba) került, Legjobb barátja Mikey aki egy ember.

## Szereplők

### Főszereplők
| Szereplő       | Eredeti hang  | Magyar hang     |
| -------------- | ------------- | --------------- |
| Bunsen         | Jeremy Rowley | Járai Máté      |
| Mikey Munroe   | Ben Giroux    | Molnár Levente  |
| Amanda Killman | Kari Wahlgren | Berkes Boglárka |
| Beverly        | Kari Wahlgren | Szabó Luca      |

### Mellékszereplők
| Szereplő        | Eredeti hang     | Magyar hang   |
| --------------- | ---------------- | ------------- |
| Darcy           | Cristina Milizia | Lamboni Anna  |
| Sophie Sanders  | Kari Wahlgren    | Pekár Adrienn |
| Mrs. Monroe     | Kari Wahlgren    | TBA           |
| Mr. Monroe      | Jeremy Rowley    | TBA           |
| Bunsen anyukája | Jennifer Hale    | Agócs Judit   |
| Bunsen apja     | Jeff Bennett     | Bognár Tamás  |
| Bob             | Jeff Bennett     | Kassai Károly |
| Miss Flap       | Cheri Oteri      | Andresz Kati  |
| Ken             | Phil LaMarr      | Dózsa Zoltán  |

## Epizódok
| #   | Eredeti cím                  | Magyar cím                   | Rendezte                        | Írta                                                                                         | Eredeti premier    | Magyar premier       |
| --- | ---------------------------- | ---------------------------- | ------------------------------- | -------------------------------------------------------------------------------------------- | ------------------ | -------------------- |
| 1.  | Bunsen Is a Beast!           | Bunsen, a bestia             | George Elliott és Keith Oliver  | Butch Hartman, Ray DeLaurentis, Will Schifrin és Becky Wangberg                              | 2017. február 20.  | 2017. június 5.      |
| 1.  | Body and the Beast           | A test és a szörnyeteg       | George Elliott és Keith Oliver  | Ray DeLaurentis, Will Schifrin és Becky Wangberg                                             | 2017. február 20.  | 2017. június 5.      |
| 2.  | Hide and Go Freak            | Bújócska téboly              | George Elliott és Keith Oliver  | Ray DeLaurentis, Will Schifrin és Becky Wangberg                                             | 2017. január 16.   | 2017. június 6.      |
| 2.  | Bunsen Screams for Ice Cream | Rémek és jégkrémek           | George Elliott és Keith Oliver  | R.J. Colleary, Ray DeLaurentis, Will Schifrin és Becky Wangberg                              | 2017. január 16.   | 2017. június 6.      |
| 3.  | Bearly Acceptable Behavior   | Maci, aki nem Laci           | George Elliott és Keith Oliver  | Grant Levy és Dominik Rothbrad                                                               | 2017. február 21.  | 2017. június 7.      |
| 3.  | Beast Busters                | Szörnyirtók                  | George Elliott és Keith Oliver  | Ellen Byron, R.J. Colleary, Ray DeLaurentis, Lissa Kapstrom, Will Schifrin és Becky Wangberg | 2017. február 21.  | 2017. június 7.      |
| 4.  | Spelling Beast               | Szúrós betűzés               | George Elliott és Keith Oliver  | Ellen Byron, R.J. Colleary, Ray DeLaurentis, Lissa Kapstrom, Will Schifrin és Becky Wangberg | 2017. február 22.  | 2017. június 8.      |
| 4.  | Mikey is Beast               | Mikey, aki szörnyeteg        | George Elliott és Keith Oliver  | Ellen Byron, R.J. Colleary, Ray DeLaurentis, Lissa Kapstrom, Will Schifrin és Becky Wangberg | 2017. február 22.  | 2017. június 8.      |
| 5.  | Frigth at the Museum         | Rémület a Múzeumban          | George Elliott és Keith Oliver  | Ellen Byron, R.J. Colleary, Ray DeLaurentis, Lissa Kapstrom, Will Schifrin és Becky Wangberg | 2017. február 23.  | 2017. június 9.      |
| 5.  | Handsome Beast               | Jóképű szörnyeteg            | George Elliott és Keith Oliver  | Ellen Byron, R.J. Colleary, Ray DeLaurentis, Lissa Kapstrom, Will Schifrin és Becky Wangberg | 2017. február 23.  | 2017. június 9.      |
| 6.  | Tooth or Conseguences        | Zsebpénz tündér              | George Elliott és Keith Oliver  | Ellen Byron, R.J. Colleary, Ray DeLaurentis, Lissa Kapstrom, Will Schifrin és Becky Wangberg | 2017. február 25.  | 2017. június 13.     |
| 6.  | Tooth or Conseguences        | Zsebpénz tündér              | George Elliott és Keith Oliver  | Ellen Byron, R.J. Colleary, Ray DeLaurentis, Lissa Kapstrom, Will Schifrin és Becky Wangberg | 2017. február 25.  | 2017. június 13.     |
| 7.  | Beast of Friends             | Legszörnyűbb barátok         | George Elliott és Keith Oliver  | Ellen Byron, R.J. Colleary, Ray DeLaurentis, Lissa Kapstrom, Will Schifrin és Becky Wangberg | 2017. március 4.   | 2017. június 12.     |
| 8.  | Thunder and Frightening      | Dörgés és rémület            | George Elliott és Keith Oliver  | Ellen Byron, R.J. Colleary, Ray DeLaurentis, Lissa Kapstrom, Will Schifrin és Becky Wangberg | 2017. március 11.  | 2017. június 14.     |
| 8.  | Eyes on the Pies             | Pí-piskóta                   | George Elliott és Keith Oliver  | Lissa Kapstrom és Will Schifrin                                                              | 2017. március 11.  | 2017. június 14.     |
| 9.  | Happy Beastgiving            | Boldog szörny ünnepet        | George Elliott és Keith Oliver  | Ellen Byron, R.J. Colleary, Ray DeLaurentis, Lissa Kapstrom, Will Schifrin és Becky Wangberg | 2017. március 18.  | 2017. június 15.     |
| 9.  | Beastern Standard Time       | Szörny idő szerint           | George Elliott és Keith Oliver  | Ellen Byron, R.J. Colleary, Ray DeLaurentis, Lissa Kapstrom, Will Schifrin és Becky Wangberg | 2017. március 18.  | 2017. június 15.     |
| 10. | Unhappy Campers              | Banyatermészet               | George Elliott és Keith Oliver  | Ellen Byron, R.J. Colleary, Ray DeLaurentis, Lissa Kapstrom, Will Schifrin és Becky Wangberg | 2017. március 25.  | 2017. június 16.     |
| 10. | Hall of Justice              | Rendetlenség fenntartó       | George Elliott és Keith Oliver  | Butch Hartman                                                                                | 2017. március 25.  | 2017. június 16.     |
| 11. | Astro Nots                   | Űrhajó sokk                  | George Elliott és Keith Oliver  | Ellen Byron, R.J. Colleary, Ray DeLaurentis, Lissa Kapstrom, Will Schifrin és Becky Wangberg | 2017. április 24.  | 2017. október 23.    |
| 11. | Astro Nots                   | Űrhajó sokk                  | George Elliott and Keith Oliver | Ellen Byron, R.J. Colleary, Ray DeLaurentis, Lissa Kapstrom, Will Schifrin és Becky Wangberg | 2017. április 24.  | 2017. október 23.    |
| 12. | Cookie Monster               | Szörnysüti                   | George Elliott és Keith Oliver  | Ellen Byron, R.J. Colleary, Ray DeLaurentis, Lissa Kapstrom, Will Schifrin és Becky Wangberg | 2017. június 3.    | 2017. október 26.    |
| 12. | Braces for Disaster          | Szabálytalan fogszabályzó    | George Elliott és Keith Oliver  | Ellen Byron, R.J. Colleary, Ray DeLaurentis, Lissa Kapstrom, Will Schifrin és Becky Wangberg | 2017. június 3.    | 2017. október 27.    |
| 13. | Hug It Out-ch!               | Végzetes ölelés              | George Elliott és Keith Oliver  | Ellen Byron, R.J. Colleary, Ray DeLaurentis, Lissa Kapstrom, Will Schifrin és Becky Wangberg | 2017. június 10.   | 2017. október 24.    |
| 13. | Guinea Some Lovin            | Állati szerelem              | George Elliott és Keith Oliver  | Ellen Byron, R.J. Colleary, Ray DeLaurentis, Lissa Kapstrom, Will Schifrin és Becky Wangberg | 2017. június 10.   | 2017. október 25.    |
| 14. | Mikey-plication              | Klón kaland                  | George Elliott és Keith Oliver  | Ellen Byron, R.J. Colleary, Ray DeLaurentis, Lissa Kapstrom, Will Schifrin és Becky Wangberg | 2017. június 17.   | 2017. október 30.    |
| 14. | The Case of the Cold Case    | A kihűlt nyom nyoma          | George Elliott és Keith Oliver  | Ellen Byron, R.J. Colleary, Ray DeLaurentis, Lissa Kapstrom, Will Schifrin és Becky Wangberg | 2017. június 17.   | 2017. október 31.    |
| 15. | Bunsen's Beast Ball          | Bunsen szörnygömbje          | George Elliott és Keith Oliver  | Ellen Byron, R.J. Colleary, Ray DeLaurentis, Lissa Kapstrom, Will Schifrin és Becky Wangberg | 2017. június 24.   | 2017. november 1.    |
| 15. | Bromeo and Juliet            | Brómeó és Júlia              | George Elliott és Keith Oliver  | Ellen Byron, R.J. Colleary, Ray DeLaurentis, Lissa Kapstrom, Will Schifrin és Becky Wangberg | 2017. június 24.   | 2017. november 2.    |
| 16. | Beast Halloween Ever         | Szörnyen Szörny Halloween    | George Elliott és Keith Oliver  | Eilen Byron, Bob Colleary, Ray DeLaurentis, Lissa Kapstrom, Will Schifrin és Becky Wangberg  | 2017. október 14.  | 2018. szeptember 15. |
| 17. | Bunsen Saves Christmas       | Bunsen megmenti a karácsonyt | George Elliott és Keith Oliver  | Eilen Byron, Bob Colleary, Ray DeLaurentis, Lissa Kapstrom, Will Schifrin és Becky Wangberg  | 2017. december 18. | 2018. szeptember 17. |
| 18. | Beastie Besties              | Örök szörnybarátok           | George Elliott és Keith Oliver  | Eilen Byron, Bob Colleary, Ray DeLaurentis, Lissa Kapstrom, Will Schifrin és Becky Wangberg  | 2017. december 19. | 2018. március 26.    |
| 18. | By Hook or By Shnook         | Kalóztalan kincs             | George Elliott és Keith Oliver  | Eilen Byron, Bob Colleary, Ray DeLaurentis, Lissa Kapstrom, Will Schifrin és Becky Wangberg  | 2017. december 19. | 2018. március 23.    |
| 19. | Boodle Loo                   | Ebmosdatás                   | George Elliott és Keith Oliver  | Max Beaudry                                                                                  | 2017. december 20. | 2018. március 29.    |
| 19. | The Boy Who Cried Wolfie     | Ne kiálts hiába Farkit       | George Elliott és Keith Oliver  | Eilen Byron, Bob Colleary, Ray DeLaurentis, Lissa Kapstrom, Will Schifrin és Becky Wangberg  | 2017. december 20. | 2018. március 30.    |
| 20. | Adventures in Beastysitting  | Szörnybébi dadaság           | George Elliott és Keith Oliver  | Eilen Byron, Bob Colleary, Ray DeLaurentis, Lissa Kapstrom, Will Schifrin és Becky Wangberg  | 2017. december 21. | 2018. március 21.    |
| 20. | Wilda Beast                  | Wilda, a szörnyű             | George Elliott és Keith Oliver  | Eilen Byron, Bob Colleary, Ray DeLaurentis, Lissa Kapstrom, Will Schifrin és Becky Wangberg  | 2017. december 21. | 2018. március 22.    |
| 21. | Bad Chair Day                | Szék visszafoglaló           | George Elliott és Keith Oliver  | Eilen Byron, Bob Colleary, Ray DeLaurentis, Lissa Kapstrom, Will Schifrin és Becky Wangberg  | 2017. december 22. | 2018. március 27.    |
| 21. | Stupor Bowl                  | Vécé hipnózis                | George Elliott és Keith Oliver  | Eilen Byron, Bob Colleary, Ray DeLaurentis, Lissa Kapstrom, Will Schifrin és Becky Wangberg  | 2017. december 22. | 2018. március 28.    |
| 22. | Remote Outta Control         | Táv-zűr-ányítás              | George Elliott és Keith Oliver  | Eilen Byron, Bob Colleary, Ray DeLaurentis, Lissa Kapstrom, Will Schifrin és Becky Wangberg  | 2017. december 26. | 2018. június 11.     |
| 22. | Network Newbs                | Tévé nyúz                    | George Elliott és Keith Oliver  | Eilen Byron, Bob Colleary, Ray DeLaurentis, Lissa Kapstrom, Will Schifrin és Becky Wangberg  | 2017. december 26. | 2018. június 12.     |
| 23. | Amanda Gets Schooled         | Amanda korrepetálva          | George Elliott és Keith Oliver  | Eilen Byron, Bob Colleary, Ray DeLaurentis, Lissa Kapstrom, Will Schifrin és Becky Wangberg  | 2017. december 27. | 2018. március 19.    |
| 23. | Beast in Show                | Bunsen és a kutyaverseny     | George Elliott és Keith Oliver  | Butch Hartman                                                                                | 2017. december 27. | 2018. március 20.    |
| 24. | Snoooze Alarm                | Szundi riasztó               | George Elliott és Keith Oliver  | Eilen Byron, Bob Colleary, Ray DeLaurentis, Lissa Kapstrom, Will Schifrin és Becky Wangberg  | 2017. december 28. | 2018. június 15.     |
| 24. | Split Decision               | Szétszakitisz                | George Elliott és Keith Oliver  | Eilen Byron, Bob Colleary, Ray DeLaurentis, Lissa Kapstrom, Will Schifrin és Becky Wangberg  | 2017. december 28. | 2018. június 18.     |
| 25. | Hair Today Gone Tomorrow     | Mai szőr holnap szúr         | George Elliott és Keith Oliver  | Eilen Byron, Bob Colleary, Ray DeLaurentis, Lissa Kapstrom, Will Schifrin és Becky Wangberg  | 2017. december 29. | 2018. június 13.     |
| 25. | Ice Dream                    | Fagyi álom                   | George Elliott és Keith Oliver  | Butch Hartman                                                                                | 2017. december 29. | 2018. június 14.     |
| 26. | Friend or Phony              | Barát, vagy csaló            | George Elliott és Keith Oliver  | Ray DeLaurentis és Will Schifrin                                                             | 2018. február 10.  | 2018. június 19.     |
| 26. | Beauty or the Beast          | A szörny, aki szép           | George Elliott és Keith Oliver  | Ray DeLaurentis és Will Schifrin                                                             | 2018. február 10.  | 2018. június 20.     |

## Gyártás
2009-ben alkotta meg Hartmann a koncepciót, de a sorozatot évekig csak az irodájában tartotta. Mígnem 2016-ban elkezdték a sorozat animálását. 2018 Butch Hartmann egy YouTube videóban elmondta, hogy otthagyta a Nickelodeont, így a sorozatot befejezték.